# تايلور فريتز
تايلور فريتز (بالإنجليزية: Taylor Harry Fritz)‏ هو لاعب كرة مضرب أمريكي، ولد في 28 أكتوبر 1997 في رانشو سنتا في ‏ في الولايات المتحدة.

## وصلات خارجية
- تايلور فريتز على موقع رابطة محترفي التنس (الإنجليزية)
- تايلور فريتز على موقع الاتحاد الدولي لكرة المضرب (الإنجليزية)
- تايلور فريتز على موقع كأس ديفيز (الإنجليزية)
- تايلور فريتز على موقع إي إس بي إن.كوم (الإنجليزية)